# Pueblo agwa
El pueblo agwa (también conocido como agua) es considerado miembro del grupo akan cuya población habla un dialecto de las lenguas akánicas. Su territorio está situado en el valle inferior del río Bandama, en la región de Lagunes, Costa de Marfil.

## Origen
Aunque la mayoría de los estudios lo vinculan con la tradición akan, existe una teoría que los vincula con la etnia Kru. El debate se centra en estudios lingüísticos y los pocos registros arqueológicos que ponen en duda si los agwa estuvieron en territorio de Ghana antes o después del siglo XV cuando llega el pueblo akan. Si fue anterior a esas fechas la llegada de los agwa, su evolución entonces fue un proceso de integración de un grupo kru a una etnia akan, seguramente por contacto con pueblos akan como los anyi que establecieron reinos importantes en territorio agwa entre los siglos XVI y XIX.

## Historia
Según la tradición akan, de la que forma parte el pueblo agwa, sus antepasados recogidos en las narrativas locales como Nta Fo, llegaron del norte al centro sur de Ghana y la zona oeste de Costa de Marfil sobre los siglos XI y XII. Se estima que fue una larga marcha por etapas que comenzó en la región del Chad Benue, siguiendo el río Níger llegaron a su cuenca baja y atravesaron los actuales territorios de Benín y Togo para establecerse en la región de Adansi, centro de Ghana y cercana al lago Volta.
Intervenciones arqueológicas del siglo XX permitieron constatar la actividad minera en los yacimientos de Akwatia, Manso, Oda, Abodum, Kokobin y Domiabra, en territorio akan. Especialmente depósitos aluviales de oro con los que este grupo etnográfico se especializará tanto en su extracción como comercialización.
Se estima que el pueblo agwa se encontraba en la zona baja del río Bandama a finales del XV principios del XVI en base a la interpretación de la documentación de exploradores portugueses. En las crónicas de Pacheco Pereira se describen siete aldeas o villas de la costa marfileña, densamente pobladas, que los investigadores del siglo XX especulan que debían ser los adisi, al oeste del río y los agwa, kwopa y mono al este. Completan la lista de pueblos hallados por los portugueses los mbalo, alladian, ebrie, eotile y avikam entre otros. Todos situados en la costa y la zona de los lagos de Costa de Marfil.
También la presencia de los agwa está reflejada en un mapa de la entonces llamada Costa de Oro de Guinea, datado en 1629. Habla del país de los agwa (Agwano) o país de Janconcomo. Describe a los agwa como “muy dispuestos a la guerra”. Los sitúa en la costa oeste-este, en un espacio salvaje, con acceso a través de un “cabo cubierto de rocas”, donde también describe la presencia de pescadores.
Un reino o estado agwa (Sohié y Anabula) existía en la zona costera occidental de Ghana sobre el siglos XVI. Fue atacado o integrado por el pueblo anyi que fundó sobre sus territorio un nuevo reino, el Enchi, alrededor del año 1680. En 1715 fueron nuevamente atacados, esta vez por los asante. Quienes permanecieron quedaron bajo dominio e integrados a esta última etnia. Otro grupo de agwa siguió el camino de los akan del pueblo anyi y emigraron al oeste, donde fundaron un nuevo reino, el Sanwi.
La convivencia con los anyi estuvo marcada por los enfrentamientos a lo largo del siglo XVIII.

## Economía
El pueblo agwa posee una larga tradición agrícola, con plantaciones de café, caco y aceite de palma.